# 96327 Ullmann
96327 Ullmann è un asteroide della fascia principale. Scoperto nel 1997, presenta un'orbita caratterizzata da un semiasse maggiore pari a 1,9526225 UA e da un'eccentricità di 0,0773335, inclinata di 22,82460° rispetto all'eclittica.